# 軍隊の編制
軍隊の編制（ぐんたいのへんせい）は軍隊の装備や将兵を管理し、戦闘能力を発揮させるために構成された組織構造である。

## 近代陸軍の階層構造
現代まで続く近代陸軍の編制は、根幹となる部隊の名称の上では、18世紀にナポレオンが率いたフランス大陸軍のものからあまり変わっていない。しかしその中身は複雑化と柔軟化に向けて20世紀に大きく様変わりした。

### 兵科
括弧内は別名。
- 歩兵（擲弾兵・狙撃兵・猟兵・普通科など）
  - 機械化歩兵（装甲擲弾兵・自動車化狙撃兵など）
  - 空挺兵（降下猟兵・落下傘兵など）
  - 山岳兵
- 砲兵（特科など）
  - 榴弾砲（野戦特科など）
  - 対空砲（高射特科など）
- 戦車（機甲・装甲など）
- 騎兵（軽騎兵・胸甲騎兵・竜騎兵など）- 現在は自動車化部隊・戦車部隊やヘリ部隊の名称として使われる場合もある。
- 工兵（施設科など）
- 航空兵
- 偵察（捜索など）
- 整備（段列、武器科など）
- 通信
- 補給（輜重兵、需品科など）
- 軍医（衛生兵など）

など

### 部隊の単位
近代陸軍の部隊の単位は、以下の通りである。小隊は複数の分隊で構成され、中隊は複数の小隊で構成され……と階層構造をなす。詳細はそれぞれの単位ごとの項目を参照のこと。
- 軍 (army) - 軍団 (army corps) - 師団 (division) - 旅団 (brigade) - 連隊 (regiment) - 大隊 (battalion, squadron) - 中隊 (company, battery, troop) - 小隊 (platoon) - 分隊（または班) (squad) - 班（または組） (team) - 組 (fire team)

20世紀には、旅団 - 連隊 - 大隊のうちのどれかを省く編制が広まった。
| NATO式部隊規模記号 | 名称             | 人数                             | 従属部隊                             | 指揮官         |
| ------------------ | ---------------- | -------------------------------- | ------------------------------------ | -------------- |
| XXXXXX             | 総軍             | 多数（10万以上）                 | 複数の軍集団以上の部隊               | 元帥から大将   |
| XXXXX              | 軍集団           | 多数（10万以上）                 | 2〜4個の軍                           | 元帥から大将   |
| XXXX               | 軍               | 50,000から60,000ないしはそれ以上 | 2〜4個の軍団または4個以上の師団      | 元帥から中将   |
| XXX                | 軍団             | 30,000以上                       | 2〜4個の師団                         | 大将または中将 |
| XX                 | 師団             | 10,000から20,000                 | 2〜4個の旅団または4個以上の連隊      | 中将または少将 |
| X                  | 旅団             | 2,000から8,000                   | 2〜4個の連隊または4個以上の大隊      | 少将から大佐   |
| III                | 連隊             | 500から5,000                     | 2〜4個の大隊または4個以上の中隊      | 大佐または中佐 |
| II                 | 大隊             | 300から1,000                     | 2〜4個の中隊                         | 中佐または少佐 |
| I                  | 中隊             | 60から250                        | 3〜4個の小隊                         | 少佐から中尉   |
| •••                | 小隊             | 30から60                         | 2〜3個の分隊                         | 中尉から軍曹   |
| ••または•          | 分隊（または班） | 8から12                          | なし。複数の組に分けられる場合もある | 軍曹から兵長   |
| Ø                  | 班（または組）   | 4〜6                             | なし。複数の組に分けられる場合もある | 伍長から一等兵 |
| なし               | 組               | 1〜6                             | なし                                 | 伍長から一等兵 |

小隊または中隊より上の単位は、「司令部」または「本部」と呼ばれる指揮専門の小単位を編制内に有することが多い。また、歩兵部隊の場合は、歩兵連隊の「歩兵砲中隊」のような火力支援担当の小単位を有することが多い。
戦争遂行上、これらの部隊単位は、大きく戦略単位、作戦単位、戦術単位に分けられる。第二次世界大戦前後までは、技術的・教義的問題によって指揮統制が十分に細密化されていなかったことから作戦単位という概念は薄く、師団より上の階梯を戦略単位、旅団より下の階梯を戦術単位として扱うことが多かった。その後、通信技術や戦闘教義が洗練され、また限定戦争状況への対処が再び重視されるようになったことから、作戦単位という概念が再創出された。
戦略・作戦単位には、後方支援のために必要な人員装備が備わっており、単体で完結している。戦術単位は、通常、一つの主力兵科で編成されており、上級の部隊に配属されてその一部となって補給を賄うか、必要な人員装備を補ってもらうか（増強連隊（イギリス）や混成旅団・戦闘団（アメリカ）など）しないと、能力を継続的に発揮できない。戦略・作戦・戦術単位の区分は流動的であり、時代や国によって多様である。現代アメリカ軍においては、戦略単位として軍が、作戦単位として軍団・師団が、戦術単位として旅団戦闘団が設置されている。
戦略単位は、平時には存在しない場合があり、作戦の必要に応じて自在に部隊を編成する。このレベルでは各国ごとの呼び方の違いも大きい。第二次世界大戦当時には、旧日本陸軍には軍団がなく、軍の上に方面軍 (area army)、総軍 (general army)、ソ連に戦線（front、東部戦線などの用語との混同を防ぐため『方面軍』とも訳される）、アメリカに軍集団 (army group)、またドイツに軍集団・総軍などがあった。
また、伝統的なこれらの単位以外にも、より柔軟な部隊編制として、集団（「軍集団」ではない。「軍」は冠されない）や群および隊などがある。

### 戦時の編制単位
戦時において隷属系統や兵科の異なる部隊を組みあわせ、独立した作戦行動が出来るような一つの単位を編成することがある。具体的な名称は国などによって異なるが、例としては兵団（複数の師団、旅団を合わせたもの）、支隊（大きさや構成を問わず、一時的に編成された独立部隊。規模は大隊級から旅団級）などがある。なお、「戦時編制」という語があるが、これは「平時編制」と対になる言葉で、有事の際に常設の師団などの規模を大型化した状態のことを言う。師団隷下の小単位の構成人員を増やし、あるいは小単位を増設して戦時編制に移行する。戦時の編制単位のことではない。
作戦や戦術上の必要により、常設編成とは別に、臨時に編成する組織として、戦闘団（連隊などを核に支援部隊を付加したもの）、増強○○あるいは戦闘群（戦闘団の小規模なもの。○○は核となる部隊の単位）等がある。

### 特異なもの
現代の軍事組織においては上記のような区分のみならず英語表記で Group や Force および Command などと表される単位が存在する。これらはそれぞれの軍事組織において任務や階位、指揮官の職位・階級あるいは所属する軍事組織の事情などで区別される。これらは日本語での（逆にその他の言語の場合でも）翻訳例は様々である。
群（Group）
群とは、
1. 複数の大隊から成る戦闘部隊または支援部隊。
2. 特定の任務を命ぜられた部隊内の一組織、複数の航空機または艦船をもって構成。

とアメリカ国防総省用語で定義されている。
コマンド（Command）

組織用語としてのコマンドとは、群と異なり普遍的な適訳がなく、このため当該組織の性格、機能、規模などに応じ総監部、軍、集団、群、部隊、隊と訳される。このため多くの場合、コマンドは司令部と訳されない。

### 各国陸軍の編制

#### 大日本帝国陸軍
旧日本陸軍では主な編制単位に「総軍」、「方面軍」、「軍」、「集団」、「師団」、「旅団」、「団」、「連隊」、「戦隊」、「大隊」、「中隊」、「小隊」、「分隊」があった。うち平時にも設置されているものは師団から中隊で、軍以上は軍令などにより設置される。小隊・分隊は戦時など、動員の際に中隊を分ち設置される。団以上に司令部が設けられ、連隊以下中隊までは本部が置かれる。
「集団」は師団に準ずる規模のものと師団を統括する規模の物と2種類あった。前者は騎兵集団・挺進集団・飛行集団などがあり、飛行集団は後に飛行師団へと改編された。後者は複数の師団や独立混成旅団を統括するもので、「パラオ地区集団」、「北部マリアナ地区集団」、「南部マリアナ地区集団」などがあった。同様に師団相当ないし軍相当の部隊として「兵団」があり、「支那駐屯兵団」、「東京湾兵団」、「小笠原兵団」、「航空兵団」などが例である。ただし、兵団文字符といった用法のように、師団や旅団などことを総称して「兵団」と呼ぶこともあり、この場合は正式な編制単位としての用法ではない。
師団は主に師団司令部と2個歩兵旅団（各2個歩兵連隊）、砲兵・騎兵・工兵・輜重兵連隊、師団通信隊・衛生隊・野戦病院・兵器勤務隊で構成された。歩兵旅団にはそれぞれ2個歩兵連隊が属していた。これを4単位編制あるいは4単位師団といい、日中戦争が始まった頃まではこの編制が基本となっていた。日中戦争から太平洋戦争が始まる頃には、それまで各師団に4個歩兵連隊ずつあったものを1個連隊ずつ抽出しそれをもって新たな師団を編成した。師団には歩兵連隊が3個ずつ配置されており、それまで歩兵連隊の上位であった歩兵旅団は廃され、歩兵団が編成された。これを3単位編制あるいは3単位師団という。これは作戦地域が広範囲になり、戦略単位である師団の数を増やして対応したためである。歩兵戦力は減少したが、代わりに砲兵・戦車などの部隊を増員したため、諸外国の師団に於いては総合的な戦力は向上したとされる。また、日本では師団長は長く中将の職で、更に特に親補職としていたが、終戦間際に新設された機動打撃師団などの師団長は親補職では無く少将も任命された。その他、一部の教導師団や飛行師団などでは少将が「師団長心得」を務めた。
日中戦争の戦線拡大に応じて、治安維持には師団より小規模な独立混成旅団が多く編成される。独立混成旅団は、1個旅団規模の歩兵部隊に砲兵・戦車・工兵などの特科部隊をあわせて独立した作戦を行えるようにしたもの。多くの独立混成旅団に歩兵連隊は無く、4個または5個独立歩兵大隊と旅団砲兵隊・旅団工兵隊・旅団通信隊などで構成され約5000人規模になる。独立混成旅団はおおよそ100個編成されたが、この内幾つかは師団に改編される。これとは別に、「独立」の名称を冠さない「混成旅団」という編制もあり、一般には、師団全部を動員する代わりに、師団内の歩兵旅団に砲兵などを臨時に分属させて動員したものである。ただし、第二次世界大戦中の師団の一部には、師団内旅団として歩兵旅団の代わりに最初から混成旅団を持つ例がある。
なお、上記以外に「隊」も使用されており、「○○師団通信隊」、「○○師団工兵隊」、「○○師団砲兵隊」、「○○師団戦車隊」、「○○師団捜索隊」、「○○師団輜重隊」など多数が存在し、満州国内に駐留する部隊には連隊と同等規模である国境守備隊や独立守備隊などが配置されていた。
このほか、軍隊区分と呼ばれる作戦上の都合による臨時の組織変えを行うことがあった。支隊の多くはこの軍隊区分の方式で編成されたほか、各師団の患者収容隊や防疫給水部なども軍隊区分で設置されることがある。

#### 通称号・兵団符号
戦時において部隊の隊号は防諜のため、新聞など一般に戦果を発表する場合は指揮官の姓と部隊の種別を合わせて発表された。独立混成旅団および師団以上は「兵団」、一般旅団と連隊、大隊は「部隊」、中隊・小隊・分隊は「隊」とし、「山田兵団」・「中川部隊」のように使用した。
この使用法は1940年（昭和15年）に改定され「兵団文字符」が制定された。これは各兵団に1文字または2文字の漢字からなる兵団文字符（兵団符号、通称号、防諜名とも言う）を割り当てた。当該兵団本体を呼ぶには「兵団文字符+兵団」の形で呼ばれ、第2師団では「勇兵団」だった。その隷下の部隊には3桁〜5桁の番号が割り振られ、「勇第1339部隊（第2師団司令部」）、「勇第1301部隊（歩兵第4連隊）」、「勇第1302部隊（歩兵第16連隊）」のように称した。師団の場合番号が割り振られるのは歩兵旅団または歩兵団および歩兵連隊並びに砲兵・工兵連隊、師団司令部、師団通信隊、野戦病院、衛生隊など。所属している兵団が変わると、勿論兵団文字符が変わるが通常、番号は変わらない。しかし、全部隊を通しての通番ではなかったので変わる事もあった。

#### 軍隊符号
軍隊においては部隊などの隊号・種類・兵種などを簡略表記した符号として、記号である「隊標」と文字である「略字」が使用され、これらは軍隊符号と称される。この内「略字」はラテン文字およびアラビア数字・ローマ数字によって構成されており、陸軍ではドイツ語ないし日本語の頭文字、海軍では英語ないし日本語の頭文字が主に用いられた。一例として陸軍においては「SA（総軍）」、「HA（方面軍）」、「A（軍、ドイツ語の Armee より）」、「D（師団）」、「B（旅団・団）」、「R（連隊）」、「b（大隊）」、「K / c（中隊）」などが使用されていた。航空部隊においては概ね「F（ドイツ語の Flieger より）」を冠し、「FSA（航空総軍）」、「FA（航空軍）」、「FD（飛行師団） / KD（航空師団）」、「FB（飛行団）」、「FR（飛行戦隊）」、「Fc（飛行中隊）」など、船舶部隊においては概ね「Se」を冠し、「SeC（船舶司令部）」、「SeU（船舶輸送司令部）」、「SeH（船舶兵団）」、「SeD（船舶団）」などと称した。
また、「独立」の名称を冠する部隊は「s（独立）」を略字の後尾に付し、例として独立歩兵大隊は「s（独立）+i（歩兵）+b（大隊）」から「ibs」と、独立飛行中隊は「s（独立）+Fc（飛行中隊）」から「Fcs」と称す。
隊号はその数字を略字に冠し、「1HA（第1方面軍）」、「10A（第10軍）」、「1TD / 1TKD（戦車第1師団）」、「50FR（飛行第50戦隊）」、「81Fcs（独立飛行第81中隊）」などと称す。
しかしながら、これら軍隊符号の略字は必ずしも固有のものではなく、例として総軍を指す「SA」は兵種たる野戦重砲兵を指すものでもあり、また総軍たる支那派遣軍は「CGA」、南方軍は「NA」と、第二次地大戦末期に編成された第1総軍 (1SA)・第2総軍 (2SA)・航空総軍 (FSA)と異なり「SA」を使用していない。

## 近代海軍の階層構造
以下、主にアメリカ海軍を中心とする編成を示す。
| 単位                          | 単位                                | 艦艇の種類                            | 艦艇規模                              | 指揮官                                     |
| ----------------------------- | ----------------------------------- | ------------------------------------- | ------------------------------------- | ------------------------------------------ |
| Navy （海軍）                 | Navy （海軍）                       | 海軍内の全艦艇                        | 2個Fleet                              | 海軍元帥から海軍大将                       |
| Fleet （艦隊/大艦隊）         | Fleet （艦隊/大艦隊）               | (1) 海洋の全艦艇 (2) 指定された海域別 | 2個Battle Fleet                       | 海軍大将                                   |
| Battle Fleet （戦闘艦隊）     | Battle Fleet （戦闘艦隊）           | 全艦種から大多数                      | 2個以上のTask Force                   | 海軍中将                                   |
| Task Force （任務部隊）       | Carrier strike group （空母打撃群） | 全艦種から多数                        | 2個以上のDivision/Flotilla/Task Group | 海軍少将（上級）または海軍少将             |
| Division （分艦隊/戦隊）      | Task group （任務群）               | 通常は巡洋艦以上の大型艦              | 艦艇数は少数                          | 海軍少将、海軍准将あるいは海軍代将         |
| Flotilla （小艦隊/隊群/戦隊） | Task group （任務群）               | 通常は中小艦艇                        | 2個以上のSquadron/Task Unit           | 海軍少将、海軍准将、海軍代将または海軍大佐 |
| Squadron （小艦隊/戦隊）      | Task Unit （任務隊）                | 通常は中小艦艇                        | 同一または類似の艦種が少数            | 海軍大佐または海軍中佐                     |
| Task Element （任務分隊）     | Task Element （任務分隊）           | 単艦                                  | 1隻                                   | 海軍大佐、海軍中佐、海軍少佐または海軍大尉 |

艦艇の長は士官が充てられ、通常大佐から大尉となる。艦艇の規模によってその階級が下がっていき、戦艦、航空母艦、巡洋艦などの大型艦艇（主力艦）には大佐を、駆逐艦やフリゲートなどの小型艦では中佐を、艇や艀などでは少佐から大尉が艦艇長職である。
艦艇は艦内組織として、分隊が置かれる。これは少佐から大尉が長を務める人事管理単位で、数十から百数十名程度の組織となる。主力艦では10から20個程度の分隊が、小型艦では3個程度、艇や艀では全体で1つの分隊を構成する。そのため、組織、人員面での規模では4艇程度で小型艦一隻、小型艦4隻程度で主力艦一隻と同じになる。
歴史上の海軍は構造について厳格であった。艦艇はまず分艦隊 (divisions) ごとに集合させられ、そしてその次に番号付き小艦隊 (squadrons) が集合し、最後に番号付き艦隊 (fleet) で構成された。

### 大日本帝国海軍の部隊建制
| 補職       | 単位           | 単位           |
| ---------- | -------------- | -------------- |
| 総司令長官 | 海軍総隊（GB） | 海軍総隊（GB） |
| 司令長官   | 艦隊（F）      | 鎮守府・警備府 |
| 司令官     | 戦隊（S）      | 戦隊（S）      |
| 司令       | 隊（g）        | 隊（g）        |

大日本帝国海軍では、部隊階層ごとに指揮官の補職を区別した。上から順に総司令長官、司令長官、司令官、司令である。

## 近代空軍の階層構造
空軍の編制構造は国により変化する。一部の空軍（アメリカ空軍やイギリス空軍）は軍・集団・コマンド commands、飛行群・グループ groupsおよび飛行隊・スコードロン squadronsに分けられている。他には（例えばソビエト連邦空軍）では陸軍式の編制構造を採用している空軍もある。現代のカナダ統合軍航空軍では航空軍最高司令機関と飛行団・ウィング wingsの中間結節に航空師団 Air Divisionを設け作戦系統と教育訓練系統に分けて運用されている。イギリス空軍と同様にカナダ空軍は飛行隊を中核にしている。
| シンボル | アメリカ空軍式                                        | イギリス空軍式                                        | イギリス空軍式                                        | 日本陸軍式          | 航空自衛隊式 | 諸外国   | 人員規模         | 航空機規模                                   | 下位単位                                                           | 指揮官                               |
| -------- | ----------------------------------------------------- | ----------------------------------------------------- | ----------------------------------------------------- | ------------------- | ------------ | -------- | ---------------- | -------------------------------------------- | ------------------------------------------------------------------ | ------------------------------------ |
| XXXXXX   | 統合軍 (Combatant Command)                            | -                                                     | -                                                     | 航空総軍            | 航空総隊     | -        | 全空軍           | 全空軍                                       | 全主要コマンドおよびコマンド                                       | 元帥/大将                            |
| XXXXX    | 主要軍団 (Major Command)                              | 軍団 (Command)                                        | -                                                     | 航空総軍            | 航空総隊     | コマンド | 不定             | 不定                                         | 地域や任務により下位単位は異なる                                   | 大将                                 |
| XXXX     | -                                                     | 軍団 (Command)                                        | 戦術空軍 (Tactical Air Force)                         | -                   | 集団         | コマンド | 不定             | 不定                                         | 地域や任務により下位単位は異なる                                   | 大将/中将                            |
| XXX      | 序数航空軍 (Numbered Air Force)                       | -                                                     | -                                                     | 航空軍              | 航空方面隊   | 航空軍   | 不定             | 不定                                         | 2個団以上                                                          | 中将/少将                            |
| XX       | 航空師団 (Air Division)                               | -                                                     | -                                                     | 飛行師団 / 飛行集団 | -            | 航空師団 | 不定             | 不定                                         | 2個団以上                                                          | 中将/少将                            |
| X        | 航空団・団 (Wing 、米)                                | 飛行集団（Group） （遠征飛行集団(EAGs)を含む）        | 飛行集団（Group） （遠征飛行集団(EAGs)を含む）        | 飛行団              | 飛行団       | 航空旅団 | 1,000人～5,000人 | 運用群の規模による（米） 48機から100機（英） | 運用群、任務支援群、整備群、医療群で編成（米） 2個飛行団以上（英） | 少将/大佐                            |
| III      | 運用群・○○群 (Group)                                  | 飛行団（Wing) （遠征飛行団(EAWs)を含む）              | Station                                               | 飛行戦隊            | 飛行群       | 航空連隊 | 300人～1,000人   | 48機から100機（米） 17機から48機（英）       | 3個から10個の飛行隊/隊（米） 3個から4個飛行隊/隊（英）             | 大佐/中佐 ここから上は「司令」が職名 |
| II       | 飛行隊（飛行大隊） / 中隊（飛行中隊） / 隊 (Squadron) | 飛行隊（飛行大隊） / 中隊（飛行中隊） / 隊 (Squadron) | 飛行隊（飛行大隊） / 中隊（飛行中隊） / 隊 (Squadron) | 飛行隊 / 飛行中隊   | 飛行隊       | （省略） | 100人～300人     | 7機から16機                                  | 3個から4個の飛行中隊/隊                                            | 中佐/少佐                            |
| •••      | 飛行中隊 / 小隊 (Flight)                              | 飛行中隊 / 小隊 (Flight)                              | 飛行中隊 / 小隊 (Flight)                              | 飛行小隊            | 飛行小隊     | （省略） | 20人～100人      | 4機から6機                                   | 2個分隊/班および整備・支援要員                                     | 大尉/中尉                            |
| •••      | 飛行小隊 / 分隊                                       | 飛行小隊 / 分隊                                       | 飛行小隊 / 分隊                                       | 飛行小隊            | 飛行小隊     | （省略） | 10人～40人       | 2機から3機                                   | -                                                                  | 尉官から下士官                       |
| ••       | 分隊 / 班 （Element、Section または Detail）          | 分隊 / 班 （Element、Section または Detail）          | 分隊 / 班 （Element、Section または Detail）          | 飛行分隊            | 飛行分隊     | （省略） | 2人～4人         | 2機から3機                                   | -                                                                  | 尉官から下士官                       |
| •        | 分隊 / 班 （Element、Section または Detail）          | 分隊 / 班 （Element、Section または Detail）          | 分隊 / 班 （Element、Section または Detail）          | 飛行分隊            | 飛行分隊     | （省略） | 2人～4人         | 2機から3機                                   | -                                                                  | 尉官から下士官                       |